# Municipio de Piedras Negras
El municipio de Piedras Negras es uno de los 38 municipios en que se divide el estado mexicano de Coahuila. Fronterizo con los Estados Unidos.

## Geografía
El municipio de Piedras Negras se encuentra localizado en el noreste del estado de Coahuila y en la frontera entre Estados Unidos y México. Tiene una extensión territorial de 475.082 kilómetros cuadrados que equivalen al 0.3% de la extensión total de Coahuila. Sus coordenadas geográficas extremas son 28° 37' - 28° 57' de latitud norte y 100° 27' - 100° 46' de longitud oeste, su altitud va de un mínimo de 400 a un máximo de 2 000 metros sobre el nivel del mar.
Limita al noroeste con el municipio de Jiménez, al oeste con el municipio de Zaragoza y al sur con el municipio de Nava. Al este y noreste sus límites corresponden a los Estados Unidos de América, en particular con el estado de Texas y el condado de Maverick.

### Orografía
La mayor parte del terreno es llano, anteriormente se contaba con montes que ahora forman parte de la mancha urbana. El 8'5% de la superficie municipal se usa para el cultivo de trigo, maíz, frijol y sorgo.

### Hidrografía
De norte a noreste fluye el Río Bravo, formando el límite del municipio con Estados Unidos. Al noreste hace su entrada el Río San Rodrigo, el cual proviene del este del municipio de Zaragoza, este Río desemboca en el Bravo por el noreste de Piedras Negras; y por el sur del municipio llega el Río San Antonio que viene de Zaragoza para desembocar por el sureste en el Río Bravo. De este a oeste fluye el Río Escondido, que atraviesa el sur de la ciudad y desemboca en el Río Bravo.

### Recursos naturales
En esta región se genera gran parte de la producción nacional de carbón, uno de los minerales no metálicos más importantes del estado en el contexto económico. Es conocida como la zona más productora de carbón por excelencia; comprende los municipios de Nueva Rosita, Sabinas, Múzquiz y Piedras Negras, ubicados en el norte del estado. La participación minera tiene una participación significativa en el PIB estatal, ya que tiene un valor anual aproximado de 500 millones de dólares. La totalidad de la producción de carbón es consumida por el estado, tanto por la industria siderúrgica como por las plantas termoeléctricas. De igual manera, en esta zona existen grandes yacimientos de gas.

## Demografía
De acuerdo a los resultados del Censo de Población y Vivienda realizado en 2010 por el Instituto Nacional de Estadística y Geografía; la población total del municipio de Piedras Negras es de 152 806 habitantes, de los cuales 76 404 son hombres y 76 402 son mujeres.
La densidad de población asciende a un total de 321.64 personas por kilómetro cuadrado.

### Localidades
En el Censo de 2020 el municipio de Piedras Negras contaba con 70 localidades.
| Código INEGI      | Localidad         | Población (2020) |
| ----------------- | ----------------- | ---------------- |
| 50250001          | Piedras Negras    | 173 959          |
| Otras localidades | Otras localidades | 2 368            |
| Total municipal   | Total municipal   | 176 327          |

## Política
El gobierno del municipio de Piedras Negras le corresponde a su ayuntamiento, el cual está integrado por el presidente municipal, un síndico y el cabildo conformado por veinte regidores, electos por mayoría relativa. Todos son electos mediante voto universal, directo y secreto para un periodo de cuatro años con posibilidad de ser reelectos por un único periodo inmediato.

### Representación legislativa
Para la elección de diputados locales al Congreso de Coahuila y de diputados federales a la Cámara de Diputados federal, el municipio de Piedras Negras se encuentra integrado en los siguientes distritos electorales:
Local:
- Distrito electoral local de 2 de Coahuila con cabecera en Piedras Negras.[7]

Federal:
- Distrito electoral federal 1 de Coahuila con cabecera en Piedras Negras.[8]

### Presidentes municipales
- (1987 - 1989): Santiago Elías Castro Escobedo
- (1989 - 1990): Sergio Elías Treviño (Interino)
- (1990 - 1993): Rito Valdés Salinas
- (1993 - 1996): Ernesto Vela del Campo
- (1996 - 1999): Claudio Mario Bres Garza
- (1999 - 2002): Urbano Santos Benavides
- (2002 - 2005): Claudio Mario Bres Garza
- (2005 - 2008): Jesús Mario Flores Garza
- (2008 - 2009): Raúl Alejandro Vela Erhard (Interino)
- (2009 - 2010): José Manuel Maldonado Maldonado (Falleció en el cargo)
- (2010 - 2013): Óscar Fernando López Elizondo (Interino)
- (2013 - 2017):  Fernando Purón Johnston
- (2017 - 2018): Sonia Villarreal Pérez
- (2018 - 2021):  Claudio Mario Bres Garza
- (2021 - 2024):  Norma Lucille Treviño Galindo
- (2024 - 2027):  Carlos Jacobo Rodriguez Gonzalez